# Palacio de Shárivka
El palacio de Shárivka (en ucraniano: Палац Шарівський) es un palacio neogótico en Shárivka, Ucrania.

## Geografía
El palacio está ubicado en las afueras de Shárivka, unos 60 km al oeste de Járkiv.  

## Historia
El palacio fue construido por la familia Oljovski en estilo neogótico, que se puso de moda a finales del siglo XIX. El propietario Oljovski captó claramente las nuevas tendencias de la arquitectura de Europa occidental y aprovechó al máximo las innovaciones en la construcción de su propiedad y también de preservar la prístina belleza de la naturaleza. El palacio de Shárivka encaja armoniosamente en el paisaje local. En 1860 Oljovski perdió la mansión jugando a las cartas y pasó a manos de nuevos propietarios: los hermanos Gebenstreiter de Alemania. Construyen un castillo con terrazas en la colina más alta y lo decoran con plantas exóticas.
En 1881, el castillo de Shárivka fue comprado por Leopold Koenig, un conocido magnate del azúcar en ese momento. Sus negocios estaban en auge, por lo que no escatimó en gastos para mejorar el complejo del palacio y la zona del parque, y utilizó los últimos logros de la ciencia y la tecnología. Así aparecieron dependencias para los sirvientes, la casa del administrador, establos, garajes para coches, una gran casa de faisanes e incluso su propia central eléctrica. No en vano, al palacio de Shárivka se le llama popularmente el Palacio del Azúcar. Koenig invitó a los mejores artesanos y jardineros a mejorar su residencia. El territorio del parque también se amplió significativamente y se complementó con nuevos tipos de plantas, incluidas las exóticas. Al mismo tiempo, se tuvieron en cuenta las peculiaridades del paisaje y la flora locales. Todo el complejo palaciego debía cumplir con el más alto nivel europeo. Amplió el castillo y desarrolló el parque, que había sido diseñado por Christian von Hebenstrein, esta vez por el famoso Georg Kuphaldt.
Durante la época soviética y hasta 2008, allí hubo un sanatorio para trabajadores tuberculosos. El parque comenzó a ser restaurado en 2009 y el castillo está ubicado en un parque inscrito en el Registro Nacional de Monumentos de Ucrania.En 2014 el palacio de Shárivka tuvo un nuevo propietario un fondo benéfico y el complejo del palacio y el parque fue arrendado para la creación de un centro cultural y artístico.

## Arquitectura
Este castillo de piedra blanca, cuya entrada tiene un pórtico tetrástilo flanqueado por dos torres almenadas hexagonales, es típico del movimiento romántico de la primera mitad del siglo XIX.  
La fachada del palacio da a grandes terrazas que descienden hacia el parque. El castillo está rodeado por un foso atravesado por pequeños puentes de piedra. Todo el territorio mide cuarenta y tres hectáreas (antes de 1917 eran setenta hectáreas). 

## Galería

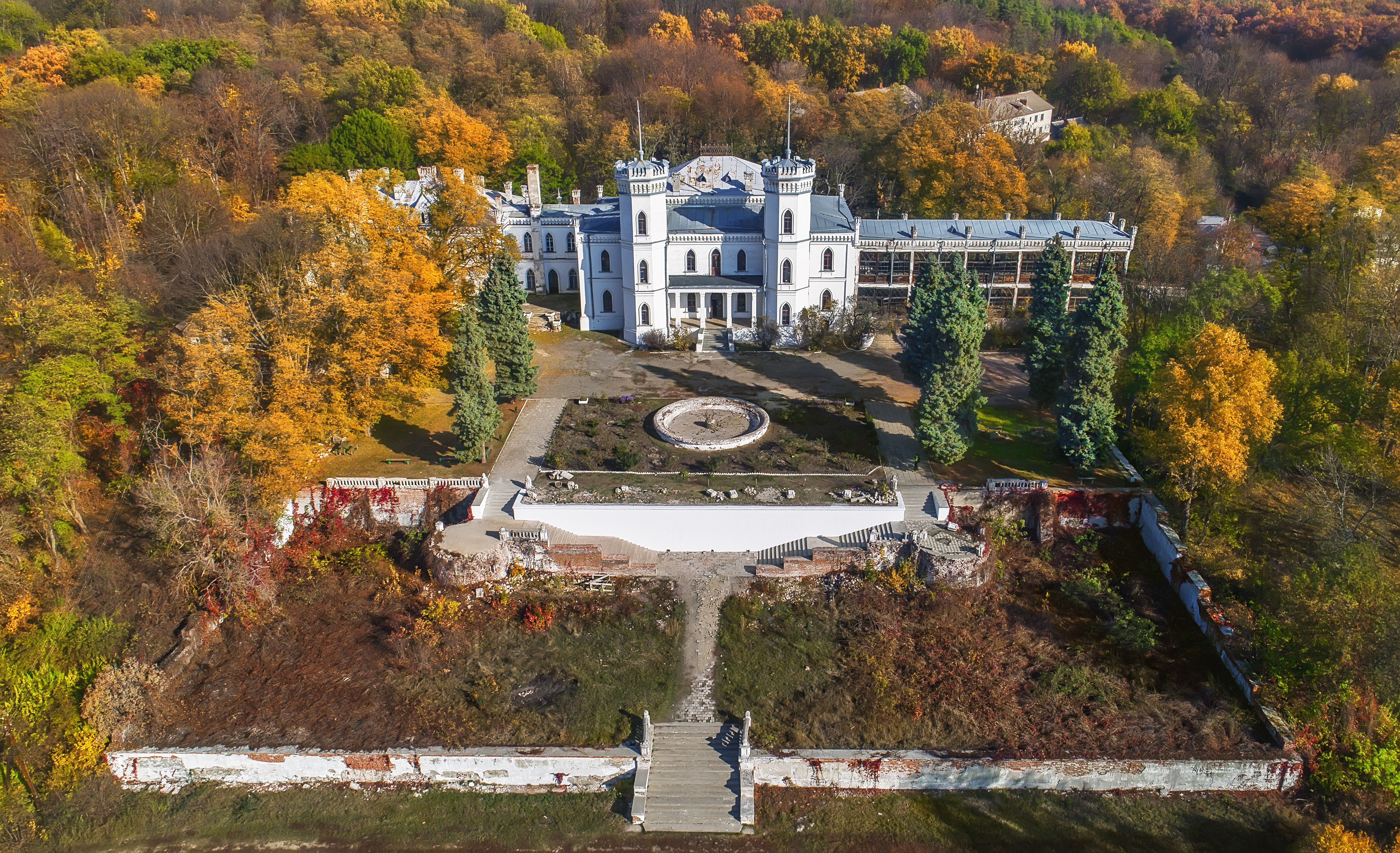
Vista aérea
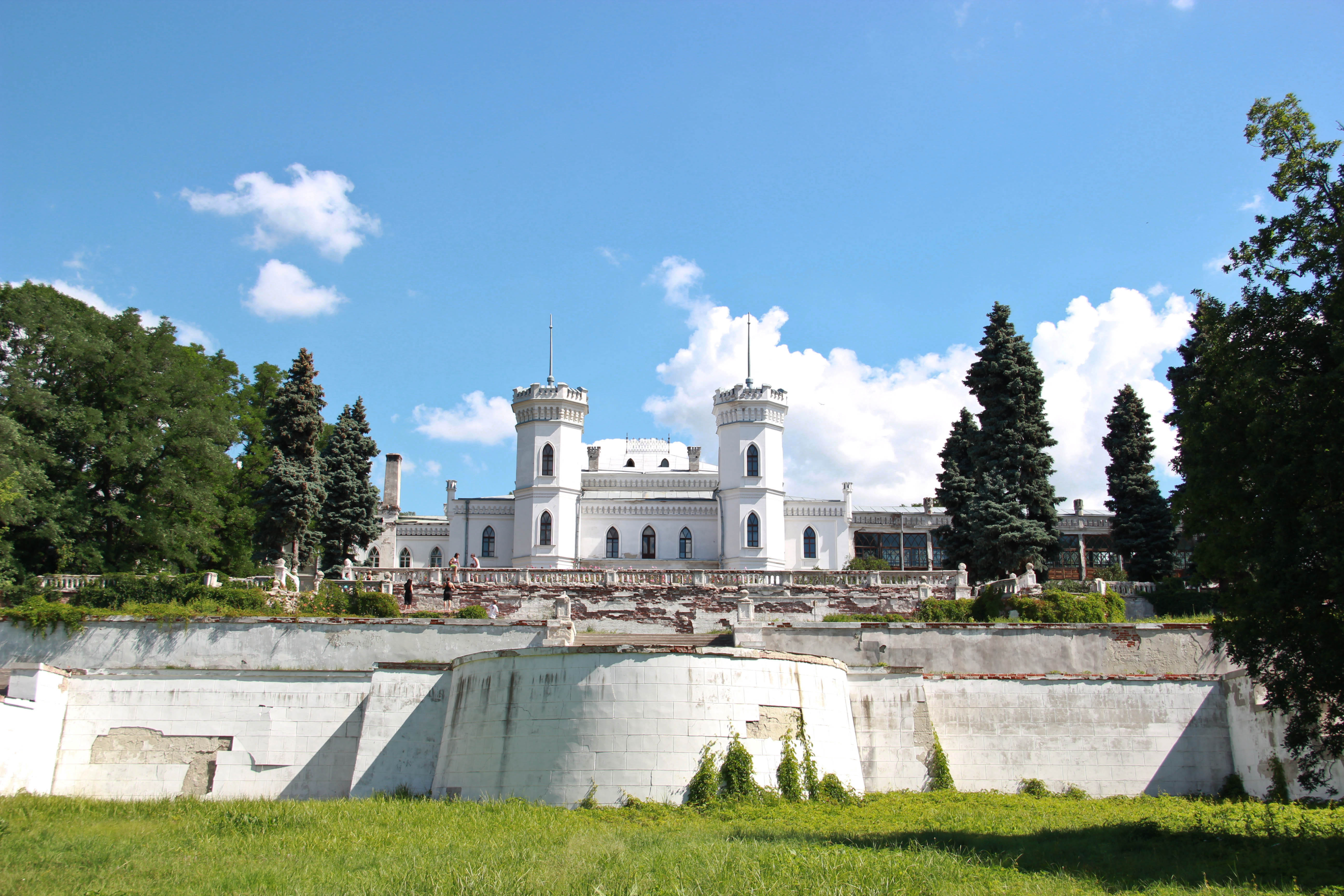
Vista frontal
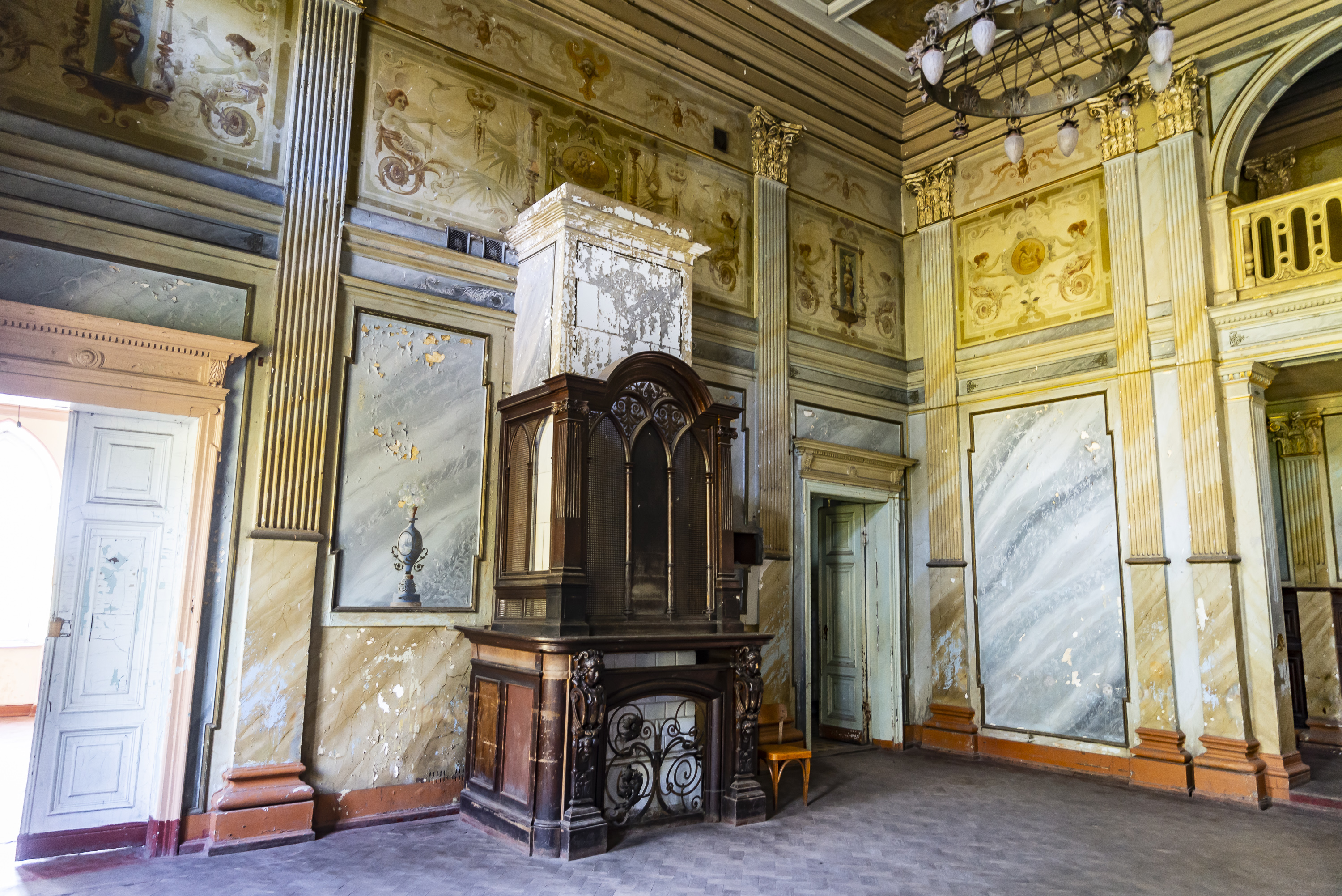
Interior del palacio
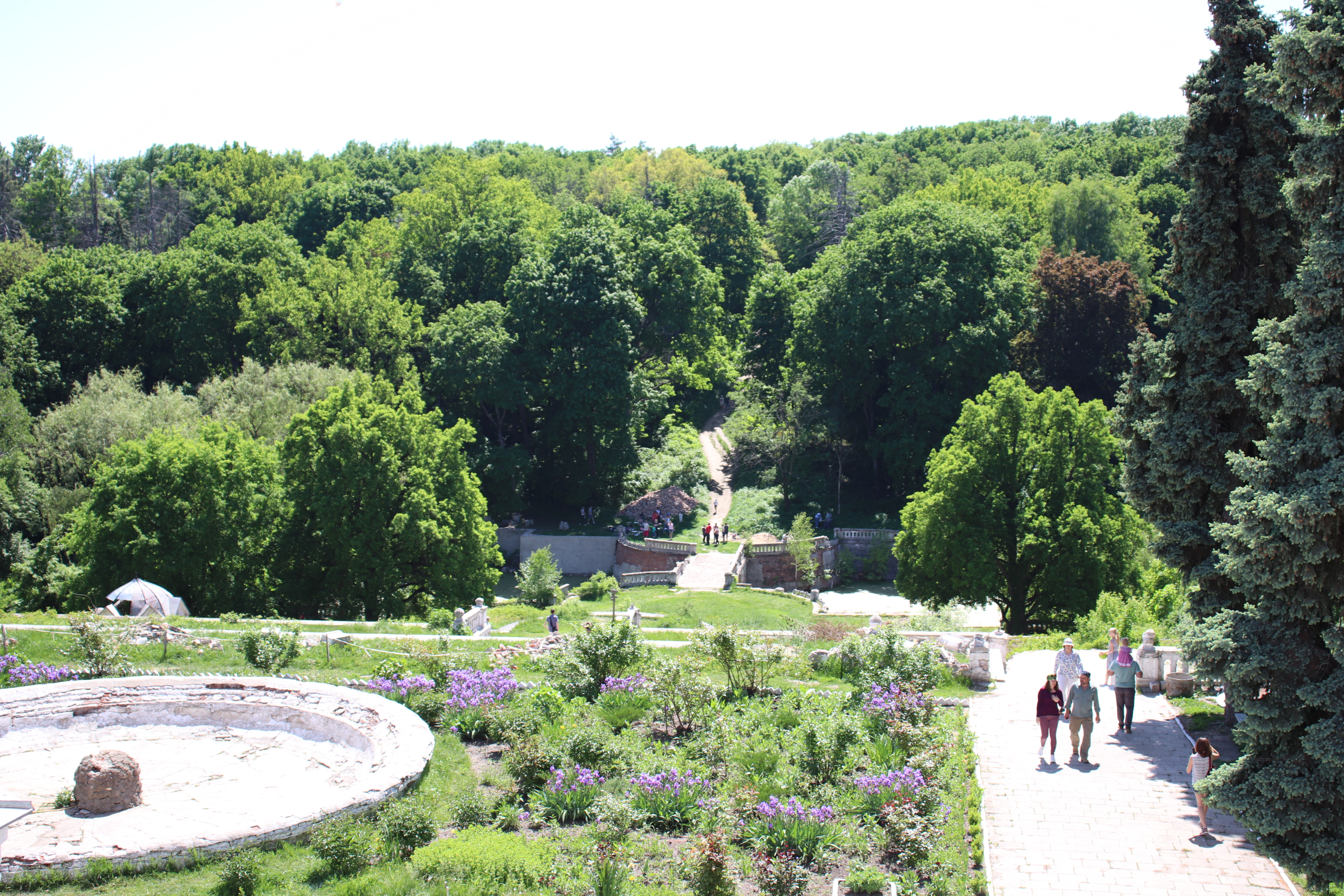
Jardín